# Cserhátpuszta
Cserhátpuszta (szlovákul: Čerhát) a szlovákiai Komáromhoz tartozó településrész.
Korábban Csallóközaranyos, később Örsújfalu része volt, majd annak 1979-es Komárommal való egyesítése után Komárom része lett.

## Élővilága
Gáyer Gyula már 1916-ban beszámolt itt a Dudvág mentén a Zsombéksás (Carex stricta) jelenlétéről.

## Története
1268-ban vagy 1347-ben Oxunteluke (Asszonyteleke) alakban szerepel a forrásokban.
Egy 1559-es királyi adomány, mely alapján a marcelházai Posár család megkapta többek között egész Asszonyteleke aliter Machiolat is, valószínűleg Dunamocsra (korábban Komárom vármegye része) vonatkozik.
1852-ben egy ménesakol körülárkolása közben római kori hamvasztásos urnasírokat találtak.
A csehszlovák államfordulatig Örsújfalu részeként Komárom vármegye Csallóközi járásához tartozott. 1938-1945 között ismét a Magyar Királyság része.
Borovszky Samu monográfiasorozatának Komárom vármegyét tárgyaló része szerint: (Dunaújfalu) „... Ide tartoznak Cserhát, Duna-Örs, Kis- és Nagy-Gadócz, Szentpál, Tamási és Vadas puszták és Czikeháza és Losonczy tanyák. Cserhát puszta azelőtt a gróf Zichyeké volt. Később Ruttkay Mártoné, majd Vestermayer Károlyé lett, azután Jokl Vilmos, majd az Ocsovszkyak birtokába került és most is az övék.”

## Nevezetességei

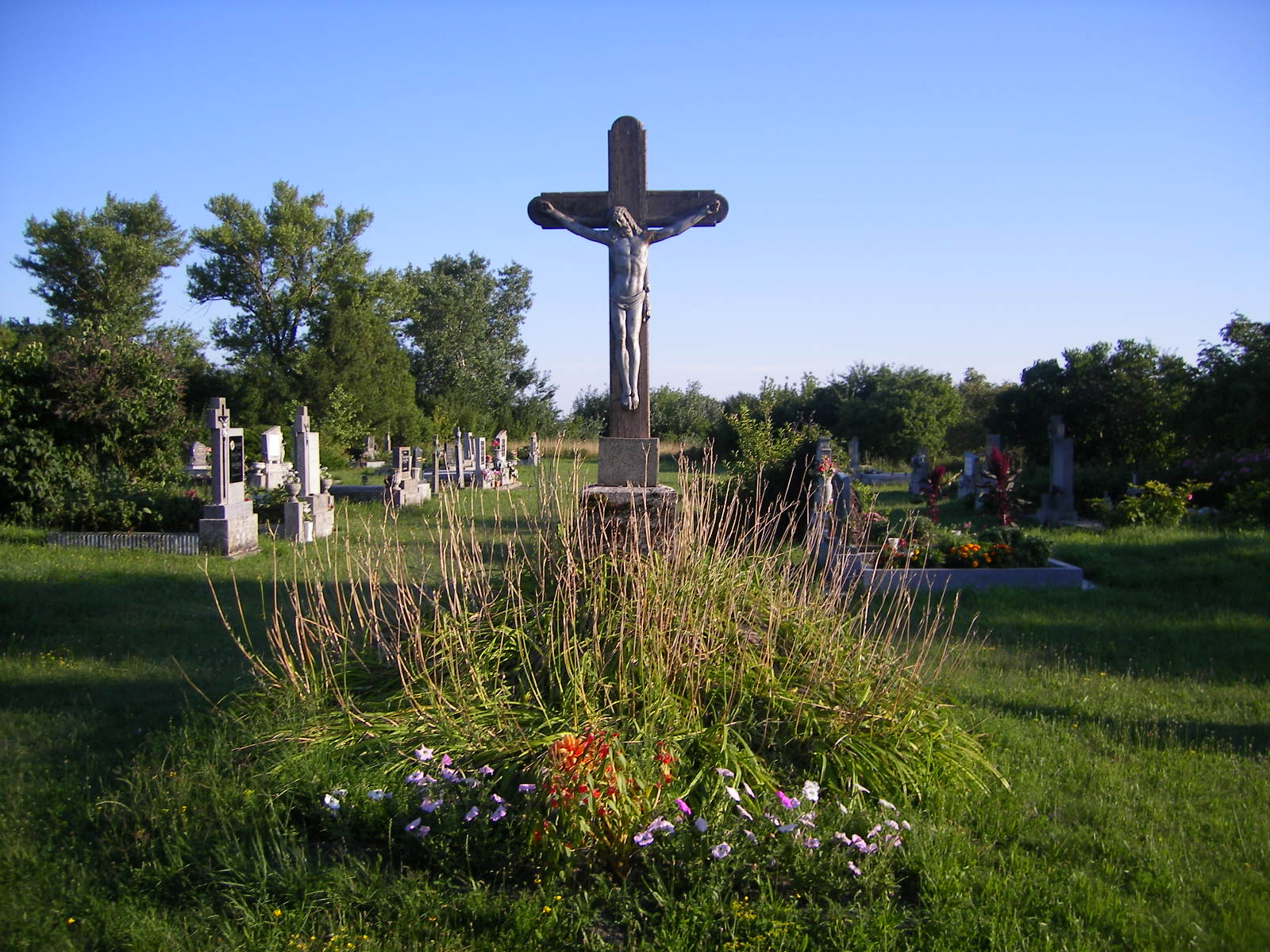
Cserhátpuszta - temetői feszület
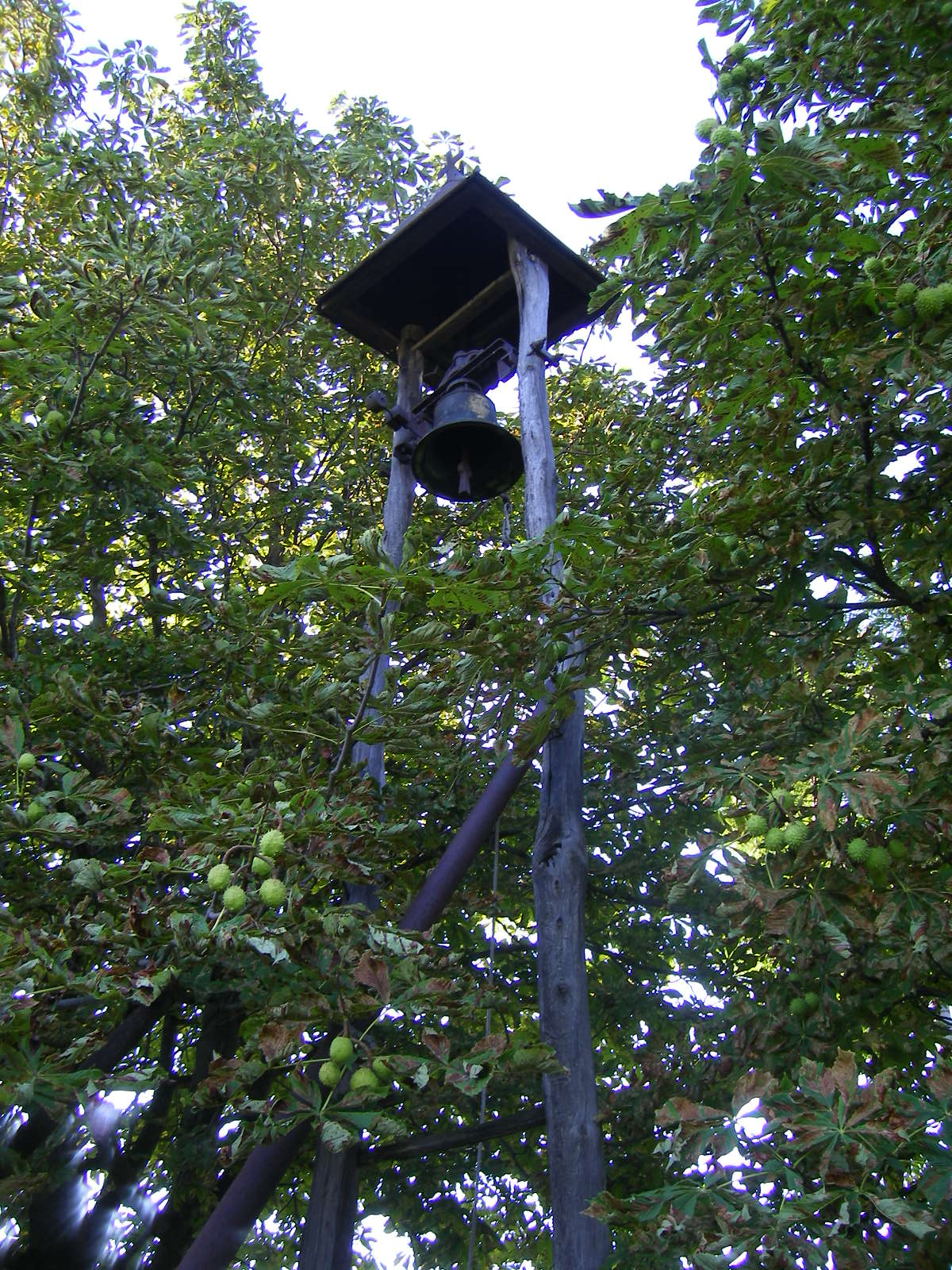
Cserhátpuszta - temetői harangláb
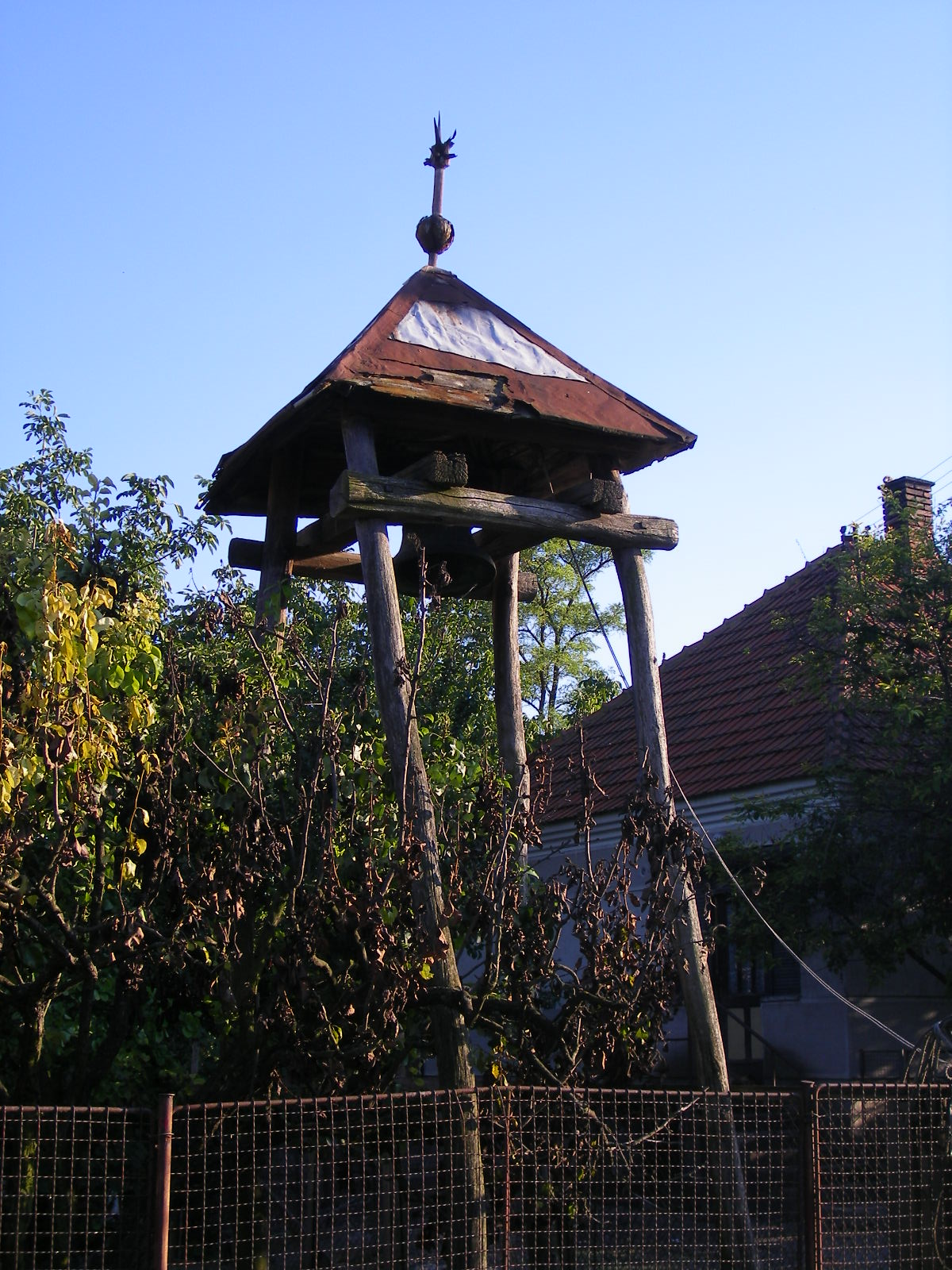
Cserhátpuszta - református harangláb
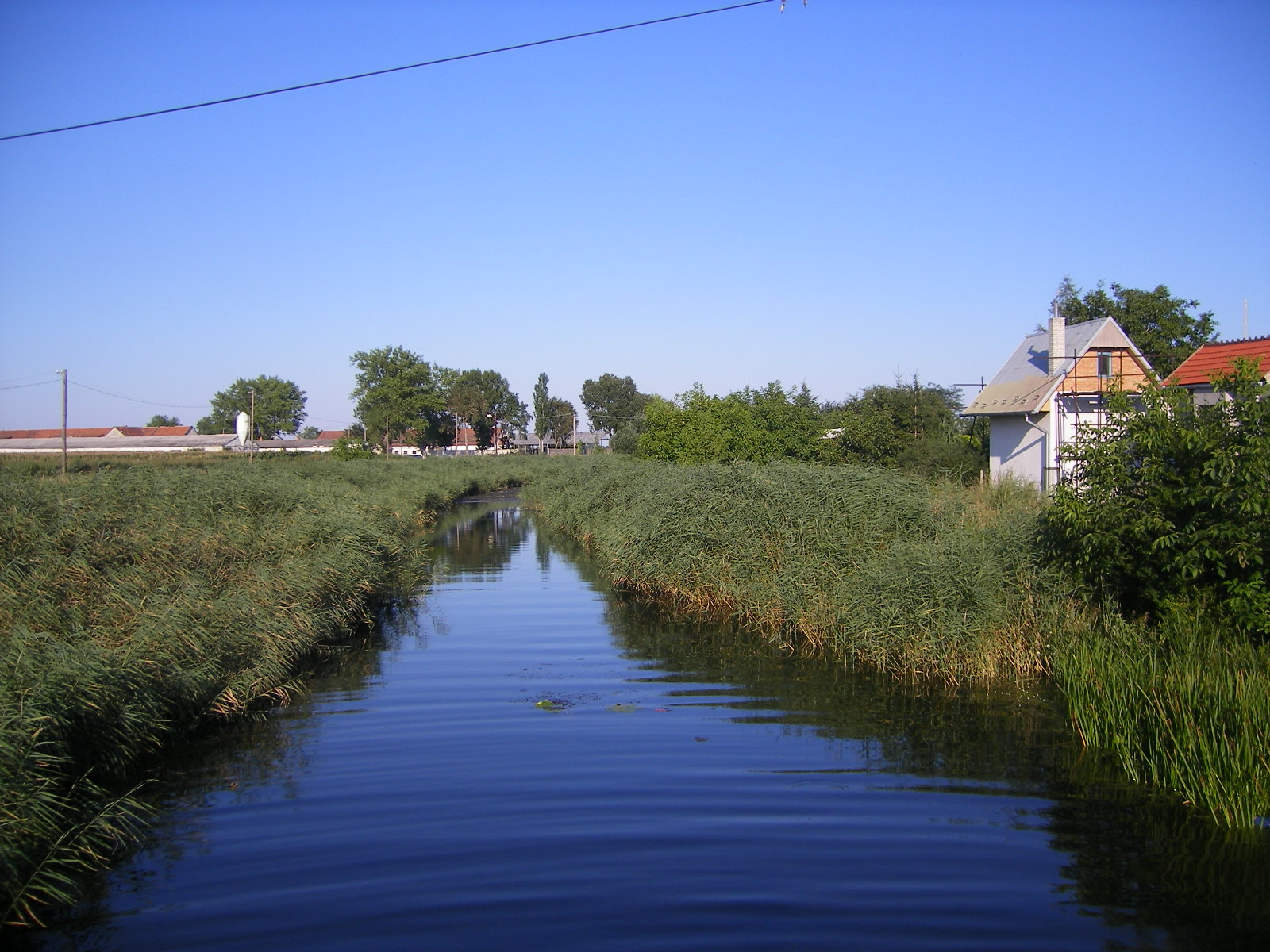
Cserhátpuszta - Komáromi főcsatorna

A cserhátpusztai részen két régi harangláb is található.